# 湖南科技大学
27°54′16″N 112°55′02″E / 27.9043416°N 112.9172877°E
湖南科技大学是一所位于中华人民共和国湖南省湘潭市的公立大学，于2003年由原湘潭工学院和湘潭师范学院合并组建而成。 湖南科技大学是一所由国家应急管理部、国家国防科技工业局与湖南省政府进行省部共建的高校； “十三五规划”国家百所“中西部高校基础能力建设工程”支持高校； 湖南省国内一流大学建设高校；教育部批准的“卓越工程师教育培养计划”高校； 国家大学生文化素质教育基地；全国首批“创新创业50强高校”以及全国毕业生就业典型经验高校。 2019年，根据世界平均排名，西班牙CSIC，美国Scimago，武书连大学排行榜等世界各大权威排行榜，艾瑞深中国校友会网将该校位列湖南省内第6名。

## 学校概况
湖南科技大学由湘潭师范学院和湘潭工学院于2003年合并而来， 其前身最早可以追溯至1949年所创办的湘北建设学院。 湖南科技大学位于中国湖南省湘潭市，占地面积约3,100亩（2.1平方），建筑面积约1,600亩（1.1平方）。 学校现有教职员工2,577人；本科学生27,838人，硕士及博士研究生3,134人。另外其附属独立学院——潇湘学院有学生5,742人。

## 校史沿革

### 湘潭师范学院
湘潭师范学院自称其历史最早可以追溯至1044年所兴建的湘潭县学，目前该校遗址保存在湖南科技大学雨湖校区内，现为湖南科技大学继续教育学院所在地。 1949年，中国人民解放军进入湘潭，同期中国共产党长沙地委成立。在长沙地委于1949年7月23日召开的第一次代表会议上，确立了筹建“湘北建设学院”的事宜。后经毛泽东确认，确立最终校名。
1949年8月18日，湘北建设学院正式开学。武光任政委，罗其南任院长。 截止1951年9月结束办学，湘北建设学院共计办学七期。 后湘北建设学院改建为长沙地委党校。
1958年7月，湘潭师范专科学校在原湘北建设学院的校址上成立，是中国首批八所师范专科学校之一。
1973年，郭沫若为湘潭师范专科学校题写校名。随着湘潭师范专科学校的办学规模不断扩大，而校区面积受限不得不将部分专业迁至桃园路校区（即现在湖南科技大学北校区所在地）办学。
1985年10月，湘潭师范专科学校升格为湘潭师范学院，成为湖南省内第二所师范类本科院校。1985年11月15日，胡耀邦为湘潭师范学院题写校名。同年11月29日，王震题写校训。1986年，湘潭师院在湘潭县九华乡征用土地，以扩大校园面积:2445。

### 煤炭及矿业学院時期
1978年4月1日，煤炭工业部决定在湖南省湘潭市石码头成立隶属煤炭工业部的第13所煤炭院校，即“湘潭煤炭学院”。1981年，学校改名为“湘潭矿业学院”。

### 合并之后
2002年初，湘潭师范学院与湘潭工学院达成合并意向。2003年4月16日，教育部正式批准了两校的合并； 同年11月18日，两校正式合并成为湖南科技大学，成为湘潭市境内的第三所综合性大学:2445
2011年，湖南科技大学成为“卓越工程师教育培养计划”第二批入选大学。2012年，湖南科技大学从“本科二批”划入“本科一批”参加高考录取。2016年，湖南科技大学成为国家国防科技工业局与湖南省的省部共建高校。 同年，该校亦入选“中西部高校基础能力建设工程”第二期大学名单。 并成为教育部评选的“2016年度50所全国创新创业典型经验高校”。2017年，湖南科技大学成为国家安全生产监督管理总局（现中华人民共和国应急管理部）与湖南省的省部共建高校。并于翌年入选湖南省“国内一流大学建设高校”B类名单。

## 学校标识

#### 校名
湖南科技大学，简称为“湖科大”；英语译名为，缩写为“HNUST”。湖南科技大学中文校名在使用时为毛体字。

#### 校标
湖南科技大学校标以汉字“人”和英文字母（代表）为设计元素，采用三角形构图，设计成“山峰”形态。代表了“以人为本”和“科技之峰”的含义。

#### 校徽
湖南科技大学校徽采用圆形设计，中间为校标，外部为含有“湖南科技大学”及字样的外环；中英文校名之间有“圆点”予以区隔。校徽分为正形和负形两种，正形校徽中校标、校名等采用“天蓝色”；负形则为正形的反白效果。

## 人才培养
湖南科技大学目前设有19个教学院及研究生院，另有续教育学院、国际教育学院和潇湘学院。湖南科技大学共计拥有覆盖11个学科门类的88个本科招生专业；此外还拥有3个一级学科博士后科研流动站，8个一级学科博士点，30个一级学科硕士学位授权，17种专业硕士学位授权类别及优秀应届本科毕业生免试攻读硕士研究生推荐资格、“硕师计划”推免资格。湖南科技大学拥有3个国防特色学科，1个省级优势特色重点学科、8个省级重点学科、6个湖南省“双一流”建设学科。另拥有8个国家特色专业、14个国家级一流专业建设点，35个省级一流专业建设点、17个省级特色专业和1个国家专业综合改革试点专业。其中，工程学，化学和计算机科学三大学科进入ESI全球排名前1%。 

### 重点学科
| 所属院系               | 学科名称           | 学科类别 | 省级 重点学科 | 校级 重点学科 |
| ---------------------- | ------------------ | -------- | ------------- | ------------- |
| 人文学院               | 中国语言文学       | 文学     | 是            | 是            |
| 人文学院               | 世界史             | 历史学   | 否            | 是            |
| 马克思主义学院         | 马克思主义理论     | 法学     | 是            | 是            |
| 马克思主义学院         | 哲学               | 哲学     | 否            | 是            |
| 商学院                 | 应用经济学         | 经济学   | 是            | 是            |
| 商学院                 | 管理科学与工程     | 管理学   | 否            | 是            |
| 商学院                 | 工商管理           | 管理学   | 否            | 是            |
| 法学与公共管理学院     | 法学               | 法学     | 否            | 是            |
| 教育学院               | 教育学             | 教育学   | 否            | 是            |
| 体育学院               | 体育学             | 教育学   | 否            | 是            |
| 外国语学院             | 外国语言文学       | 文学     | 否            | 是            |
| 数学与计算科学学院     | 数学               | 理学     | 否            | 是            |
| 物理与电子科学学院     | 物理学             | 理学     | 否            | 是            |
| 化学与化工学院         | 化学               | 理学     | 是            | 是            |
| 化学与化工学院         | 化学工程与技术     | 工学     | 否            | 是            |
| 生命科学学院           | 生物学             | 理学     | 否            | 是            |
| 土木工程学院           | 土木工程           | 工学     | 是            | 是            |
| 机电工程学院           | 机械工程           | 工学     | 是            | 是            |
| 机电工程学院           | 材料科学与工程     | 工学     | 否            | 是            |
| 计算机科学与工程学院   | 计算机科学与技术   | 工学     | 是            | 是            |
| 资源环境与安全工程学院 | 矿业工程           | 工学     | 是            | 是            |
| 资源环境与安全工程学院 | 安全科学与工程     | 工学     | 否            | 是            |
| 资源环境与安全工程学院 | 地质资源与地质工程 | 工学     | 否            | 是            |
| 建筑与艺术设计学院     | 建筑学             | 工学     | 否            | 是            |
| 建筑与艺术设计学院     | 测绘科学与技术     | 工学     | 否            | 是            |
| 信息与电气工程学院     | 控制科学与工程     | 工学     | 否            | 是            |
| 齐白石艺术学院         | 美术学             | 艺术学   | 否            | 是            |

### 本科教育阶段
湖南科技大学是教育部本科教学工作水平评估优秀高校。 近年来，湖南科技大学的学生在红点设计大赛、全国青少年科技创新大赛、全国“挑战杯”大学生课外学术科技作品竞赛、全国大学生数学建模竞赛、全国大学生电子设计竞赛等赛事中取得优异成绩。该校具有推荐优秀应届本科生免试攻读研究生权和港澳台及留学生招生权。截至2018年，已有23个国家留学生及台湾地区交换生来校学习。
| 学院                   | 专业名称               | 所属科类      | 学制 |
| ---------------------- | ---------------------- | ------------- | ---- |
| 资源环境与安全工程学院 | 采矿工程               | 理学 / 工学   | 四年 |
| 资源环境与安全工程学院 | 安全工程               | 理学 / 工学   | 四年 |
| 资源环境与安全工程学院 | 勘查技术与工程         | 理学 / 工学   | 四年 |
| 资源环境与安全工程学院 | 资源勘查工程           | 理学 / 工学   | 四年 |
| 资源环境与安全工程学院 | 地理科学               | 文学 / 理学   | 四年 |
| 资源环境与安全工程学院 | 地理信息科学           | 文学 / 理学   | 四年 |
| 资源环境与安全工程学院 | 自然地理与资源环境     | 文学 / 理学   | 四年 |
| 资源环境与安全工程学院 | 测绘工程               | 理学 / 工学   | 四年 |
| 土木工程学院           | 土木工程               | 理学 / 工学   | 四年 |
| 土木工程学院           | 给排水科学与工程       | 理学 / 工学   | 四年 |
| 土木工程学院           | 工程力学               | 理学 / 工学   | 四年 |
| 土木工程学院           | 工程管理               | 理学 / 工学   | 四年 |
| 土木工程学院           | 建筑环境与能源应用工程 | 理学 / 工学   | 四年 |
| 机电工程学院           | 机械设计制造及其自动化 | 理学 / 工学   | 四年 |
| 机电工程学院           | 测控技术与仪器         | 理学 / 工学   | 四年 |
| 机电工程学院           | 车辆工程               | 理学 / 工学   | 四年 |
| 机电工程学院           | 机械电子工程           | 理学 / 工学   | 四年 |
| 机电工程学院           | 工业工程               | 理学 / 工学   | 四年 |
| 信息与电气工程学院     | 电气工程及其自动化     | 理学 / 工学   | 四年 |
| 信息与电气工程学院     | 自动化                 | 理学 / 工学   | 四年 |
| 信息与电气工程学院     | 电子信息工程           | 理学 / 工学   | 四年 |
| 信息与电气工程学院     | 通信工程               | 理学 / 工学   | 四年 |
| 计算机科学与工程学院   | 计算机科学与技术       | 理学 / 工学   | 四年 |
| 计算机科学与工程学院   | 网络工程               | 理学 / 工学   | 四年 |
| 计算机科学与工程学院   | 信息安全               | 理学 / 工学   | 四年 |
| 计算机科学与工程学院   | 物联网工程             | 理学 / 工学   | 四年 |
| 计算机科学与工程学院   | 软件工程               | 理学 / 工学   | 四年 |
| 化学化工学院           | 化学                   | 理学 / 工学   | 四年 |
| 化学化工学院           | 应用化学               | 理学 / 工学   | 四年 |
| 化学化工学院           | 化学工程与工艺         | 理学 / 工学   | 四年 |
| 化学化工学院           | 环境工程               | 理学 / 工学   | 四年 |
| 化学化工学院           | 制药工程               | 理学 / 工学   | 四年 |
| 化学化工学院           | 能源化学工程           | 理学 / 工学   | 四年 |
| 数学与计算科学学院     | 数学与应用数学         | 理学 / 工学   | 四年 |
| 数学与计算科学学院     | 信息与计算科学         | 理学 / 工学   | 四年 |
| 数学与计算科学学院     | 应用统计学             | 理学 / 工学   | 四年 |
| 物理与电子科学学院     | 物理学                 | 理学 / 工学   | 四年 |
| 物理与电子科学学院     | 电子信息科学与技术     | 理学 / 工学   | 四年 |
| 物理与电子科学学院     | 应用电子技术教育       | 理学 / 工学   | 四年 |
| 物理与电子科学学院     | 光电信息科学与工程     | 理学 / 工学   | 四年 |
| 生命科学学院           | 生物科学               | 理学 / 工学   | 四年 |
| 生命科学学院           | 生物技术               | 理学 / 工学   | 四年 |
| 生命科学学院           | 生物工程               | 理学 / 工学   | 四年 |
| 建筑与艺术设计学院     | 建筑学                 | 理学 / 工学   | 五年 |
| 建筑与艺术设计学院     | 城乡规划               | 文学 / 理学   | 五年 |
| 建筑与艺术设计学院     | 工业设计               | 理学 / 工学   | 四年 |
| 建筑与艺术设计学院     | 园林                   | 文学 / 理学   | 四年 |
| 建筑与艺术设计学院     | 视觉传达设计           | 美术          | 四年 |
| 建筑与艺术设计学院     | 环境设计               | 美术          | 四年 |
| 建筑与艺术设计学院     | 产品设计               | 美术          | 四年 |
| 人文学院               | 汉语言文学             | 文学 / 历史学 | 四年 |
| 人文学院               | 汉语言                 | 文学 / 历史学 | 四年 |
| 人文学院               | 历史学                 | 文学 / 历史学 | 四年 |
| 人文学院               | 新闻学                 | 文学 / 历史学 | 四年 |
| 人文学院               | 广告学                 | 文学 / 理学   | 四年 |
| 人文学院               | 哲学                   | 文学 / 历史学 | 四年 |
| 人文学院               | 思想政治教育           | 文学 / 历史学 | 四年 |
| 外国语学院             | 英语                   | 文学 / 理学   | 四年 |
| 外国语学院             | 汉语国际教育           | 文学 / 理学   | 四年 |
| 外国语学院             | 日语                   | 文学 / 理学   | 四年 |
| 外国语学院             | 翻译                   | 文学 / 理学   | 四年 |
| 教育学院               | 教育学                 | 文学 / 历史学 | 四年 |
| 教育学院               | 教育技术学             | 理学 / 工学   | 四年 |
| 教育学院               | 应用心理学             | 文学 / 理学   | 四年 |
| 教育学院               | 小学教育               | 文学 / 理学   | 四年 |
| 商学院                 | 经济学                 | 文学 / 理学   | 四年 |
| 商学院                 | 国际经济与贸易         | 文学 / 理学   | 四年 |
| 商学院                 | 会计学                 | 文学 / 理学   | 四年 |
| 商学院                 | 财务管理               | 文学 / 理学   | 四年 |
| 商学院                 | 工商管理               | 文学 / 理学   | 四年 |
| 商学院                 | 市场营销               | 文学 / 理学   | 四年 |
| 商学院                 | 物流管理               | 文学 / 理学   | 四年 |
| 商学院                 | 旅游管理               | 文学 / 理学   | 四年 |
| 商学院                 | 电子商务               | 文学 / 理学   | 四年 |
| 商学院                 | 小学教育               | 理学 / 工学   | 四年 |
| 艺术学院               | 美术学                 | 美术          | 四年 |
| 艺术学院               | 音乐学                 | 音乐          | 四年 |
| 艺术学院               | 雕塑                   | 美术          | 四年 |
| 艺术学院               | 绘画                   | 美术          | 四年 |
| 艺术学院               | 舞蹈表演               | 舞蹈          | 四年 |
| 体育学院               | 体育教育               | 体育          | 四年 |
| 体育学院               | 社会体育指导与管理     | 体育          | 四年 |
| 法学与公共管理学院     | 法学                   | 文学 / 历史学 | 四年 |
| 法学与公共管理学院     | 公共事业管理           | 文学 / 理学   | 四年 |
| 材料科学与工程学院     | 材料成型及控制工程     | 理学 / 工学   | 四年 |
| 材料科学与工程学院     | 金属材料工程           | 理学 / 工学   | 四年 |
| 材料科学与工程学院     | 材料化学               | 理学 / 工学   | 四年 |
| 材料科学与工程学院     | 无机非金属材料工程     | 理学 / 工学   | 四年 |

### 研究生教育阶段
湖南科技大学研究生院在湖南省研究生培养过程质量评估中为“优秀”等级；同时也在国务院学位办组织的教育硕士教育合格评估中为“优秀”等级。湖南科技大学被教育部评为“学位与研究生教育先进单位”、被湖南省教育厅评为“十一五”学位与研究生教育先进集体。
| 类别           | 学院                   | 学科名称           | 学科门类 |
| -------------- | ---------------------- | ------------------ | -------- |
| 一级学科博士点 | 马克思主义学院         | 马克思主义理论     | 法学     |
| 一级学科博士点 | 商学院                 | 应用经济学         | 经济学   |
| 一级学科博士点 | 机电工程学院           | 机械工程           | 工学     |
| 一级学科博士点 | 资源环境与安全工程学院 | 矿业工程           | 工学     |
| 一级学科博士点 | 计算机科学与工程学院   | 软件工程           | 工学     |
| 一级学科硕士点 | 马克思主义学院         | 哲学               | 哲学     |
| 一级学科硕士点 | 教育学院               | 教育学             | 教育学   |
| 一级学科硕士点 | 人文学院               | 中国语言文学       | 文学     |
| 一级学科硕士点 | 人文学院               | 戏剧与影视学       | 艺术学   |
| 一级学科硕士点 | 外国语学院             | 外国语言文学       | 文学     |
| 一级学科硕士点 | 数学与计算科学学院     | 数学               | 理学     |
| 一级学科硕士点 | 物理与电子科学学院     | 物理学             | 理学     |
| 一级学科硕士点 | 化学化工学院           | 化学               | 理学     |
| 一级学科硕士点 | 生命科学学院           | 生物学             | 理学     |
| 一级学科硕士点 | 机电工程学院           | 仪器科学与技术     | 工学     |
| 一级学科硕士点 | 材料科学与工程学院     | 材料科学与工程     | 工学     |
| 一级学科硕士点 | 信息与电气工程学院     | 控制科学与工程     | 工学     |
| 一级学科硕士点 | 计算机科学与工程学院   | 计算机科学与技术   | 工学     |
| 一级学科硕士点 | 土木工程学院           | 土木工程           | 工学     |
| 一级学科硕士点 | 资源环境与安全工程学院 | 测绘科学与技术     | 工学     |
| 一级学科硕士点 | 资源环境与安全工程学院 | 地质资源与地质工程 | 工学     |
| 一级学科硕士点 | 计算机科学与工程学院   | 软件工程           | 工学     |
| 一级学科硕士点 | 资源环境与安全工程学院 | 安全科学与工程     | 工学     |
| 一级学科硕士点 | 商学院                 | 工商管理           | 管理学   |
| 一级学科硕士点 | 艺术学院               | 音乐与舞蹈学       | 艺术学   |
| 一级学科硕士点 | 艺术学院               | 美术学             | 艺术学   |
| 二级学科硕士点 | 体育学院               | 体育教育训练学     | 教育学   |
| 二级学科硕士点 | 人文学院               | 专门史             | 历史学   |
| 二级学科硕士点 | 人文学院               | 中国近现代史       | 历史学   |
| 二级学科硕士点 | 土木工程学院           | 工程力学           | 工学     |
| 二级学科硕士点 | 化学化工学院           | 化学工艺           | 工学     |
| 二级学科硕士点 | 化学化工学院           | 应用化学           | 工学     |

| 学院                   | 可授予之专业硕士门类 | 可授予之专业硕士门类 | 可授予之专业硕士门类 | 可授予之专业硕士门类 | 可授予之专业硕士门类 | 可授予之专业硕士门类 | 可授予之专业硕士门类 | 可授予之专业硕士门类 |
| 学院                   | 金融硕士             | 法律硕士             | 教育硕士             | 体育硕士             | 翻译硕士             | 工程硕士             | 会计硕士             | 艺术硕士             |
| ---------------------- | -------------------- | -------------------- | -------------------- | -------------------- | -------------------- | -------------------- | -------------------- | -------------------- |
| 商学院                 | 是                   |                      | 是                   |                      |                      | 是                   | 是                   |                      |
| 法学与公共管理学院     | 是                   |                      |                      |                      |                      |                      |                      |                      |
| 资源环境与安全工程学院 |                      |                      | 是                   |                      |                      |                      | 是                   |                      |
| 化学化工学院           |                      |                      | 是                   |                      |                      | 是                   |                      |                      |
| 数学与计算科学学院     |                      |                      | 是                   |                      |                      |                      |                      |                      |
| 物理与电子科学学院     |                      |                      | 是                   |                      |                      |                      |                      |                      |
| 生命科学学院           |                      |                      | 是                   |                      |                      |                      | 是                   |                      |
| 人文学院               |                      |                      | 是                   |                      |                      |                      |                      |                      |
| 外国语学院             |                      |                      | 是                   |                      | 是                   |                      |                      |                      |
| 马克思主义学院         |                      |                      | 是                   |                      |                      |                      |                      |                      |
| 教育学院               |                      |                      | 是                   |                      |                      |                      |                      |                      |
| 艺术学院               |                      |                      | 是                   |                      |                      |                      |                      | 是                   |
| 体育学院               |                      |                      | 是                   | 是                   |                      |                      |                      |                      |
| 土木工程学院           |                      |                      |                      |                      |                      | 是                   |                      |                      |
| 机电工程学院           |                      |                      |                      |                      |                      | 是                   |                      |                      |
| 信息与电气工程学院     |                      |                      |                      |                      |                      | 是                   |                      |                      |
| 计算机科学与工程学院   |                      |                      |                      |                      |                      | 是                   |                      |                      |
| 建筑与艺术设计学院     |                      |                      |                      |                      |                      | 是                   |                      | 是                   |

### 继续教育阶段
湖南科技大学继续教育以高等函授教育为主体，并结合行业业务培训等而形成多元化继续教育体系。湖南科技大学继续教育包括成人学历教育、“中小学教师国家级培训计划”、湖南省中学校长和中学骨干教师培训，以及煤炭行业“现代管理领域专业技术人才知识更新工程”培训、矿长培训和煤矿安全生产培训等。

## 合作交流

### 合作院校
| - 谢菲尔德哈勒姆大学 - 西苏格兰大学 - 伍尔弗汉普顿大学 - 索尔福德大学 - 普渡大学西北校区 | - 密苏里大学 - 密苏里科技大学 - 大都会州立大学 - 纽约州立大学布法罗学院 - 圣泉大学 | - 耶夫勒大学 - 阿斯隆理工学院 - 圣彼得堡管理与经济大学（页面存档备份，存于） - 屏东大学 - 高雄应用科技大学 | - 宜兰大学 - 义守大学 - 台中教育大学 - 亚洲大学 |

## 校园生活

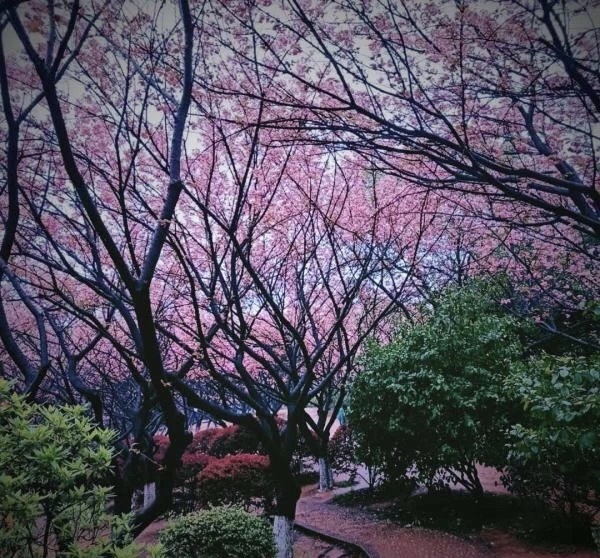
湖南科技大学的櫻花園

1994年，湘潭师范学院建立了一座总面积约10,000平方米的樱花园，主要种植山櫻花，经多次扩建整修后，樱花园共有数千株樱花，每年的三月下旬到四月中旬多有学生以及湘潭市民前往赏樱。